# 印度洋霞鯊
印度洋霞鯊（學名：Centroscyllium ornatum）是霞鯊屬下所知甚少的一種深海鯊魚，分佈在印度洋、阿拉伯海及孟加拉灣的大陸棚，水深520-1260米處。牠們可以長達30厘米，都是卵胎生的。